# Hartmut Berg
Hartmut Berg (* 6. Dezember 1936 in Reinbek) ist ein deutscher Wirtschaftswissenschaftler und emeritierter Professor für Wirtschaftspolitik an der Technischen Universität Dortmund.

## Wissenschaftliche Laufbahn
Hartmut Berg wurde 1936 in Reinbek bei Hamburg geboren. Er studierte Volkswirtschaftslehre an den Universitäten Köln und Hamburg. 1964 promovierte er in Hamburg, 1971 folgte die Habilitation. In den folgenden zwei Jahren lehrte er dort als Privatdozent, bis er 1973 dem Ruf auf einen Lehrstuhl für Wirtschaftspolitik an der Universität-Gesamthochschule Essen folgte. Hier lehrte und forschte Berg, bis er schließlich 1981 an die TU Dortmund wechselte. Seit seiner Emeritierung im Jahr 2003 lehrt er an der EBS Universität für Wirtschaft und Recht in Oestrich-Winkel, Wiesbaden.
Berg war Mitunterzeichner des eurokritischen Manifests Die währungspolitischen Beschlüsse von Maastricht: Eine Gefahr für Europa (1992).

## Forschungsschwerpunkte
- Empirische Wettbewerbsforschung, insbesondere Probleme von Automobilindustrie und Kraftfahrzeuggewerbe
- Wettbewerbspolitik
- Außenwirtschaftspolitik

## Veröffentlichungen (Auswahl)
- Ökonomische Grundlagen einer langfristigen Planung im Bildungswesen. Hochschulschrift Hamburg, 1965 (Dissertation)
- Zur Funktionsfähigkeit der Europäischen Wirtschaftsgemeinschaft. Vandenhoeck und Ruprecht, Göttingen 1972
- Internationale Wirtschaftspolitik. Vandenhoeck und Ruprecht, Göttingen 1976
- Internationale Wettbewerbsfähigkeit und nationale Zusammenschlusskontrolle. Heymann, Köln/Berlin/Bonn/München 1985

Beteiligt an:
- Vahlens Kompendium der Wirtschaftstheorie und Wirtschaftspolitik. Vahlen, München 1980 (ab 7. Auflage 1999)